# Маријана (симбол)
Маријана (фр. Marianne) је национални симбол Француске Републике, алегорија слободе и разума, и приказ богиње слободе. Име симбола је изведено од најчешћих женских имена у Француској, Мари и Ан.
Маријана је приказан на многим местима у Француској и има почасно место у градским већницама и судницама. Она симболизује "Тријумф Републике", бронзану скулптура која се налази на Тргу народа у Паризу. Њен профил је приказан на званичном државном амблему, утиснут је на француске кованице евра и појављује се на француским поштанским маркама. Налазила се такође на повученим француским францима. Маријана је један од најистакнутијих симбола Француске Републике, и званично користи на већини владиних докумената.
Маријана је значајан републикански симбол, супротстављен монархији, и икона слободе и демократије против свих облика диктатуре. Маријана је значајан републикански симбол, док је њен француски монархистички еквивалент Јованка Орлеанка.

## Историја
Током Француске револуције 1789. године појавиле су се многе алегоријске персонификације Слободе и Разума. Ове две фигуре су се коначно спојиле у једну женску фигуру, приказану или седећу или стојећу и праћену разним атрибутима, укључујући кокарду Француске и фригијску капу. Ова жена је типично симболизовала слободу, разум, нацију, отаџбину и грађанске врлине Републике. Септембра 1792. Национална конвенција је декретом одлучила да нови државни печат представља жену која стоји која држи копље са фригијском капом на врху.
Женска алегорија је такође била начин да се симболизује раскид са старом монархијом на челу са краљевима и промовише модерна републиканска идеологија. Чак и пре Француске револуције, Краљевина Француска је била оличена у мушким фигурама, као што је приказано на одређеним плафонима Версајске палате.
Иако лик Маријане није привукао значајну пажњу све до 1792. године, порекло ове „богиње слободе“ датира из 1775. године, када ју је сликар Жан-Мишел Моро насликао као младу жену обучену у одећу римског стила са фригијском капом која ће годинама касније постати национални симбол широм Француске. Маријана се први пут појавила у центру пажње Француске на медаљи у јулу 1789, славећи освајање Бастиље и друге ране догађаје Француске револуције. Од тог времена па све до септембра 1792. године, лик Маријане је био у сенци других личности као што су Меркур и Минерва.
Наредних година, зависно од потребе државе и политичара симбол Маријане је наставио да еволуира и мења облике.